# Marc Martí
Marc Martí Moreno (Molins de Rei, 1 oktober 1966) is een Spaans rallynavigator.

## Carrière
Martí debuteerde in 1991 als navigator in de rallysport. Samen met Oriol Gómez maakte hij het jaar daarop zijn debuut in het wereldkampioenschap rally. Het duo werd in de latere jaren negentig actief bij het fabrieksteam van Seat. In het seizoen 1999 begon hij een werkrelatie met Jesús Puras, nou uitkomend voor Citroën. Met een Formule 2 Citroën Xsara Kit Car behaalde zij een tweede plaats op het asfalt in Corsica, datzelfde jaar. In het seizoen 2001 debuteerde Citroën de World Rally Car versie van de Xsara in het kampioenschap. Puras en Martí grepen dat jaar naar de debuutoverwinning van de Xsara in Corsica. In het seizoen 2003 verving Martí Luís Moya als navigator van tweevoudig wereldkampioen Carlos Sainz, die zich dat jaar aansloot bij Citroën. Samen met hem won hij de rally van Turkije in dat jaar en in het seizoen 2004 die van Argentinië. Nadat Sainz stopte als actief WK-rijder, werd Martí navigator van Sainz's protegé Daniel Sordo. Sordo werd vanaf het seizoen 2007 vaste fabrieksrijder bij Citroën, inmiddels actief met de C4 WRC. Het duo behaalde in vier seizoenen bij het team bijna dertig podium resultaten, maar een WK-rally overwinning ontbrak.
Martí kondigde aan na het seizoen 2010 te stoppen als navigator, maar hij en Sordo braken hun werkrelatie uiteindelijk al halverwege het seizoen. Later dat jaar in Catalonië nam Martí alsnog eenmalig deel aan een WK-rally, plaatsnemend naast Albert Llovera in een Fiat Abarth Grande Punto S2000. Ze eindigde de rally als zeventiende.
Martí keerde terug als navigator van Sordo in het seizoen 2014, nu actief voor het fabrieksteam van Hyundai.  